# Sant Andreu de les Conilleres
Sant Andreu és una capella al costat de la masia de Cal Morgades del Grau, al peu de la carretera que du a les Conilleres (Alt Penedès). L'actual capella data del segle xviii, tot i que els orígens són medievals. La capella original va destruir-se el 1936 i es va remodelar d'acord amb el projecte de Ll. Brugal, arquitecte. Sant Andreu és És un edifici molt reformat, però en resta l'absis de l'antiga construcció romànica, que actualment s'utilitza com a sagristia, i un fragment de la nau. La coberta és a dos vessants. La façana, d'estructura molt senzilla, presenta una porta d'accés frontal, un ull de bou i un petit campanar d'espadanya.